# Edith Pickles
Edith Carrie Pickles (født 1904 i Yorkshire) var en britisk gymnast som deltog i de olympiske lege 1928 i Amsterdam.
Pickles vandt en bronzemedalje i gymnastik under sommer-OL 1928 i Amsterdam. Hun var med på det britiske hold som kom på en tredjeplads i holdkonkurrencen i multikamp for damer efter Nederlandene og Italien. Det var første gang at gymnastik for damer stod på det olympiske program. Holdkonkurrencen i mangekamp for damer blev afviklet fra den 8. til 9. august 1928. Der var tolv gymnaster på hvert hold.